# Amphisbaena brevis
Amphisbaena brevis là một loài bò sát trong họ Amphisbaenidae. Loài này được Strüssmann & Mott mô tả khoa học đầu tiên năm 2009.